# Villanueva (Lalín)
Villanueva (oficialmente San Xoán de Vilanova) es una parroquia española del municipio de Lalín, perteneciente a la provincia de Pontevedra, en la comunidad autónoma de Galicia.

## Historia
Hacia mediados del siglo XIX, el lugar, ya por entonces perteneciente a Lalín, tenía contabilizada una población de 370 habitantes. Aparece descrito en el decimosexto y último volumen del Diccionario geográfico-estadístico-histórico de España y sus posesiones de Ultramar de Pascual Madoz con las siguientes palabras:

VILLANUEVA (San Juan): felig. en la prov. de Pontevedra (8 leg.), part. jud. y ayunt. de Lalin, dióc. de Lugo (12). sit. á la der. del r. Asneiro, con libre ventilacion y clima saludable. Tiene 74 casas en las ald. de Abeleda, Canda, Corrigatos, Costoya, Jesta, Lameiro, Mourucade, Muiños, Snatomé, Vilanova y Vilar do monte. La igl. parr. (San Juan( de la que es aneja la de San Pelayo de Lodeiro, está servida por un cura de primer ascenso y provision en concurso. Confina con el anejo, y con la felig. de Gesta al E., y la de Doade por S. O. El terreno es fértil. prod.: trigo, maiz, centeno, panizo, patatas, legumbres, hortaliza y frutas: hay ganado vacuno, lanar y cabrío. pobl. 74 vec., 370 alm. contr. con su ayunt. (V.).
(Madoz, 1850, p. 198)

En 2022, tenía empadronados 172 habitantes.